# Synthecium patulum
Synthecium patulum är en nässeldjursart som först beskrevs av Busk 1852.  Synthecium patulum ingår i släktet Synthecium och familjen Syntheciidae. Inga underarter finns listade i Catalogue of Life.